# Legends Never Die (Lied)
Legends Never Die ist ein Lied der US-amerikanischen Pop-/Rock-Band Against the Current. Es wurde für die League of Legends World Championship 2017 produziert und am 14. September 2017 veröffentlicht. Das Musikteam vom Spieleentwickler und Ausrichter dieses Turniers Riot Games war maßgeblich an der Produktion beteiligt. Zusammen mit dem offiziellen Musikvideo, welches am 18. Oktober 2017 erschien, verzeichnet das Lied Aufrufzahlen im dreistelligen Millionenbereich auf YouTube.

## Hintergrund
Die League of Legends World Championship ("Worlds") ist das bedeutendste Profi-Turnier des Computerspiels League of Legends und wird jährlich in einem anderen Land ausgetragen. Diese werden jeweils von einem Titelsong begleitet, welche eine Kollaboration von Riot Games mit einem prominenten Interpreten sind und Bezug zu dem Game haben. So steuerten beispielsweise Imagine Dragons 2014 das Lied Warriors und Zedd 2016 zwei Versionen seines Liedes Ignite bei und führten diese am Finaltag live auf.
Der Song für die Worlds 2017 entstand zunächst als Instrumentalversion innerhalb des Riot Games Musikteams. Alex Seaver schrieb den Text dazu. Dieser ist im EDM-Bereich unter dem Namen Mako bekannt geworden, nachdem sein Lied Beam einen Remix von Dannic erfuhr, welcher auf Revealed Recordings veröffentlicht und auf Festivals weltweit gespielt wurde. Ebenfalls an der Produktion beteiligt war Justin Tranter, der u. a. an Justin Biebers Sorry mitgewirkt hat. Die Wahl für den Gesang fiel auf Chrissy Costanza, da sie selbst das Game spiele und streame. Ihre Band Against the Current ist außerdem mit dem Ausrichterland China durch diverse Tourneen eng verbunden.
Die obligatorische Live-Performance der Band fand in der Eröffnungszeremonie des Finales im Nationalstadion Peking statt. Während des Auftritts wurde mittels Augmented Reality ein Drache aus dem Spiel in die Arena projiziert. Die Übertragung dieses Events wurde von 57,6 Mio. Zuschauern verfolgt und gewann den Sports Emmy Award in der Kategorie Outstanding Live Graphic Design.

## Musikvideo
Nachdem zunächst lediglich die Audio-Version veröffentlicht worden war, folgte am 18. Oktober 2017 das offizielle Musikvideo auf dem Kanal von League of Legends.
Das Video ist eine animierte Cinematic und beginnt mit einer Sequenz in der eine Person von hinten im Spielertunnel eines Stadions zu sehen ist. Der Großteil des Videos besteht aus Kampfszenen der Spielfiguren Ashe, Lee Sin und Garen aus League of Legends. Zunächst misslingen ihnen jeweils ihre Aktionen, wonach sie weiter trainieren und ihre Fähigkeiten verbessern. Nachdem sie diese perfektioniert haben, können sie damit mehrere Feinde gleichzeitig in Kampfhandlungen ausschalten. Das Video endet mit der Sequenz vom Anfang, in der die Person ins Stadioninnere eintritt, wo ihn die Zuschauer erwarten. Nun erkennt man, dass es sich um einen League of Legends Spieler handelt, der auf dem Weg zum Finale der World Championship ist. Die letzte Sequenz zeigt das Nationalstadion vor der Silhouette Pekings, wo eben jenes Finale stattfand.
Das Musikvideo wurde 165 Mio. Mal auf YouTube aufgerufen und für einen Annie Award in der Kategorie Best Animated Television/Broadcast Commercial nominiert.

## Remixe

### Alan Walker Remix

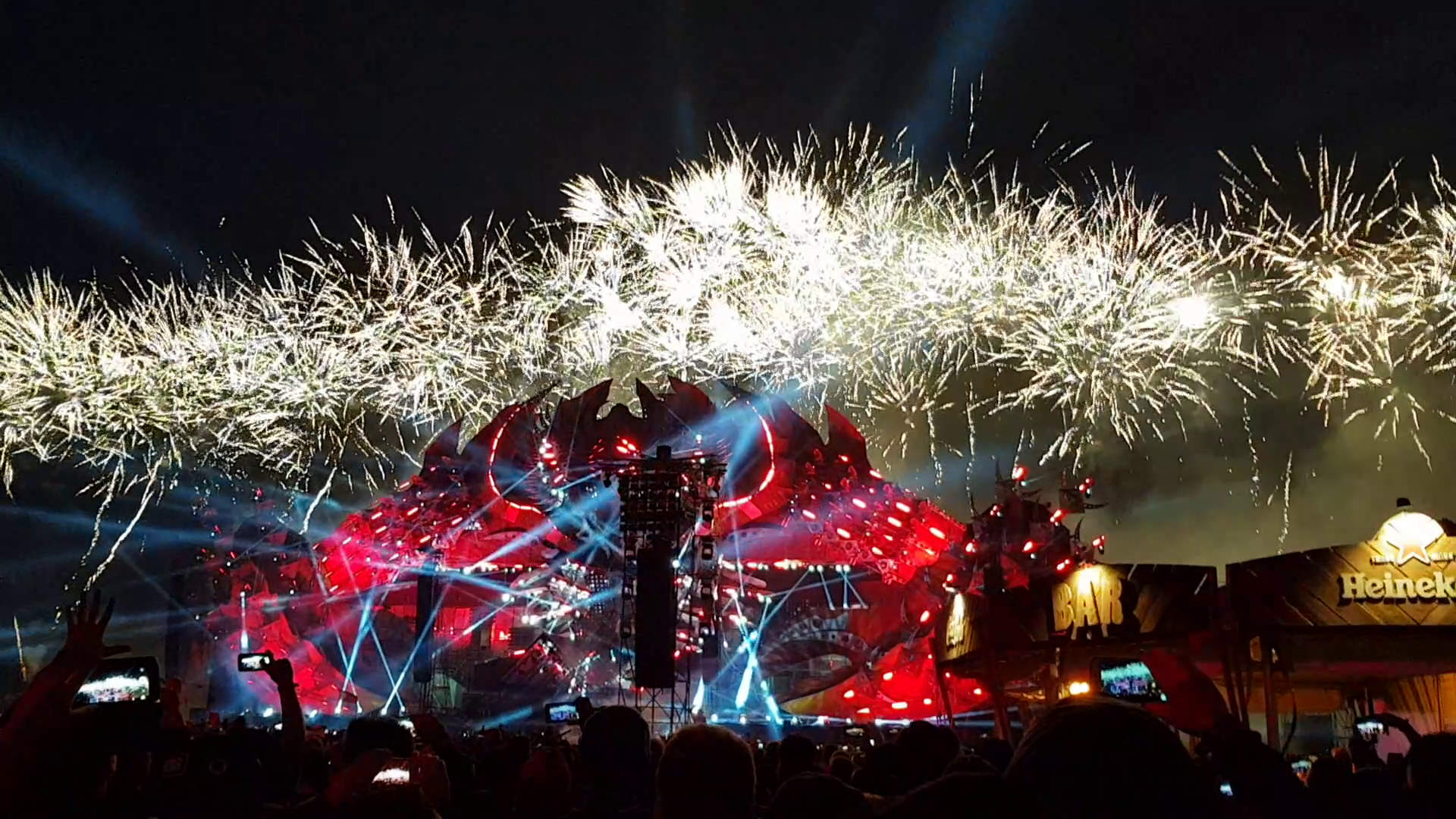
Feuerwerkshow der Defqon1, die von Wildstylez Version von Legends Never Die untermalt wurde

Am 31. Oktober 2017 veröffentlichte Riot Games den Remix des norwegischen DJs und Produzenten Alan Walker. Dieser wurde von ihm bei der Closing Ceremony des Finales aufgeführt, nachdem er am Vortag bereits Teil des Konzertes League of Legends Live: A Concert Experience at Worlds war. Der Remix ist im Bereich Tropical anzusiedeln. Während seines Auftritts beim Coachella 2018 führte er gemeinsam mit Chrissy Costanza eine Live-Performance seiner Version des Liedes auf.

### Wildstylez Bootleg
Eine nicht-offizielle Version wird vom niederländischen Hardstyle-DJ und -Produzenten Wildstylez regelmäßig in seinen Sets gespielt. Insbesondere als Abschluss des Closing Rituals des bedeutendsten Hardstyle-Festivals Defqon.1 erfuhr dieser Bootleg besondere Aufmerksamkeit in der Szene, indem es die Feuerwerkshow musikalisch begleitete.

## Auszeichnungen für Musikverkäufe
| Land/Region               | Auszeichnungen für Musikverkäufe (Land/Region, Auszeichnung, Verkäufe) | Verkäufe |
| ------------------------- | ---------------------------------------------------------------------- | -------- |
| Dänemark (IFPI)           | Gold                                                                   | 45.000   |
| Italien (FIMI)            | Gold                                                                   | 50.000   |
| Spanien (Promusicae)      | Gold                                                                   | 30.000   |
| Vereinigte Staaten (RIAA) | Gold                                                                   | 500.000  |
| Insgesamt                 | 4× Gold ·                                                              | 625.000  |